# Bahnhof Milano Rogoredo

Der Bahnhof Milano Rogoredo ist ein Fern- und Regionalbahnhof im Südosten der italienischen Metropole Mailand. Er ist hinter Centrale und Porta Garibaldi und noch vor Lambrate der drittwichtigste Bahnhof der Stadt. Er wurde von der FS-Tochter Centostazioni S.p.A.  verwaltet. Neben Trenitalia-Zügen halten auch noch Züge der Trenord und der Nuovo Trasporto Viaggiatori.
Unter dem Bahnhof befindet sich der gleichnamige U-Bahnhof.

## Geschichte
Der Bahnhof wurde in den 1860er Jahren eröffnet. Er liegt am Trennungspunkt der Bahnstrecken Mailand–Bologna (1861 eröffnet) und Mailand–Pavia (1862 eröffnet). Der Bahnhof lag bei dem Dorf Rogoredo und hatte ursprünglich nur zwei Gleise. 1908 wurde zusätzlich ein Güterbahnhof gebaut.
Ende der 1980er Jahre wurde mit den Planungen für eine Modernisierung des Bahnhofs begonnen, und die Arbeiten begannen in den 1990er Jahren, so z. B. die Überdachung der Bahnsteige. 1995 wurde ein Baustopp verhängt, da es zu massiven Budgetüberschreitungen kam. 1999 wurde der Umbau fortgesetzt. Es wurden vier neue Bahnsteige zum Anschluss der unterirdischen Durchmesserlinie Passante und der Schnellfahrstrecke Mailand–Bologna gebaut.
2008 nahm dann die Passante auf ihrer gesamten Länge zum Bahnhof Porta Garibaldi ihren Betrieb auf, zudem nahm die Bedeutung des Bahnhofs durch die Verlängerung der Mailänder S-Bahn-Linien S1 und S2 nach Lodi bzw. Mariano Comense zu. Da der Bahnhof im Fernverkehr eine immer größere Rolle spielte, lief er dem Bahnhof Lambrate den Rang als drittwichtigster Bahnhof der Stadt ab.

## Verkehr

### Fernverkehr
Der Bahnhof wird täglich von sechs bis sieben Frecciarossa-Zugpaaren zwischen Torino Porta Nuova und Rom bzw. Neapel bedient, die den Hauptbahnhof Centrale umfahren und stattdessen in Porta Garibaldi und Rogoredo halten, da in Porta Garibaldi kein Richtungswechsel erforderlich ist. Diese Züge stellen die schnellste Zugverbindung zwischen Mailand und Rom dar. Zudem halten noch einige InterCity-Züge in Richtung Genua mit Ausgangs- bzw. Endpunkt Milano Centrale. Der Bahnhof wurde bis März 2020 außerdem durch ein wöchentliches Nachtzugpaar der RZD zwischen Nizza und Moskau bedient.

### S-Bahn
| Linie | Verlauf |
| ----- | --- |
|       | Saronno – Saronno Sud – Caronno Pertusella – Cesate – Garbagnate Milanese – Garbagnate Parco delle Groane – Bollate Nord – Bollate Centro – Novate Milanese – Milano Nord Quarto Oggiaro – Milano Bovisa Politecnico – Milano Lancetti – Milano Porta Garibaldi – Milano Repubblica – Milano Porta Venezia – Milano Dateo – Milano Porta Vittoria – Milano Rogoredo – San Donato Milanese – Borgolombardo – San Giuliano Milanese – Melegnano – San Zenone al Lambro – Tavazzano – Lodi |
|       | Mariano Comense – Cabiate – Meda – Seveso – Cesano Maderno – Bovisio Masciago-Mombello – Varedo – Palazzolo Milanese – Paderno Dugnano – Cormano-Cusano Milanino – Milano Bruzzano – Milano Affori – Milano Bovisa Politecnico – Milano Lancetti – Milano Porta Garibaldi – Milano Repubblica – Milano Porta Venezia – Milano Dateo – Milano Porta Vittoria – Milano Rogoredo |
|       | Milano Bovisa Politecnico – Milano Lancetti – Milano Porta Garibaldi – Milano Repubblica – Milano Porta Venezia – Milano Dateo – Milano Porta Vittoria – Milano Rogoredo – San Donato Milanese – Borgolombardo – San Giuliano Milanese – Melegnano |
|       | Milano Bovisa Politecnico – Milano Lancetti – Milano Porta Garibaldi – Milano Repubblica – Milano Porta Venezia – Milano Dateo – Milano Porta Vittoria – Milano Rogoredo – Locate Triulzi – Villamaggiore – Certosa di Pavia – Pavia |

### Übriger Regionalverkehr
| Linie | Verlauf |
| ----- | --- |
| RE 11 | Milano Centrale – Milano Lambrate – Milano Rogoredo – Lodi – Codogno – Ponte d’Adda – Cremona – Piadena – Mantova                                                                            |
| RE 13 | Milano Centrale – Milano Lambrate – Milano Rogoredo – Pavia – Voghera – Tortona – Alessandria                                                                                                |
| R 34  | Milano Greco Pirelli – Milano Lambrate – Milano Rogoredo – Pavia – San Martino Siccomario-Cava Manara – Bressana Bottarone – Bressana Argine – Pinarolo Po – Barbianello – Broni – Stradella |
| R 38  | Milano Greco Pirelli – Milano Lambrate – Milano Rogoredo – Lodi – Secugnago – Casalpusterlengo – Codogno – Santo Stefano Lodigiano – Piacenza                                                |